# Nuno Ricardo Santos Belchior
Nuno Ricardo dos Santos Belchior, mais conhecido como Belchior (9 de outubro de 1982), é um jogador da  Seleção Portuguesa de Futebol de Praia. Atua como avançado.
A 15 de dezembro de 2015, foi agraciado com o grau de Oficial da Ordem do Infante D. Henrique. A 3 de dezembro de 2019, foi agraciado com o grau de Comendador da Ordem do Mérito.

## Títulos
- Copa Européia de Futebol de Praia: 2006.
- Liga Europeia de Futebol de Praia 2007.
- Campeonato do mundo de futebol de praia 2015